# Dęby Szlacheckie (gromada)
Dęby Szlacheckie (od 1 I 1960 Osiek Mały) – dawna gromada, czyli najmniejsza jednostka podziału terytorialnego Polskiej Rzeczypospolitej Ludowej w latach 1954–1972.
Gromady, z gromadzkimi radami narodowymi (GRN) jako organami władzy najniższego stopnia na wsi, funkcjonowały od reformy reorganizującej administrację wiejską przeprowadzonej jesienią 1954 do momentu ich zniesienia z dniem 1 stycznia 1973, tym samym wypierając organizację gminną w latach 1954–1972.
Gromadę Dęby Szlacheckie z siedzibą GRN w Dębach Szlacheckich utworzono – jako jedną z 8759 gromad na obszarze Polski – w powiecie kolskim w woj. poznańskim, na mocy uchwały nr 24/54 WRN w Poznaniu z dnia 5 października 1954. W skład jednostki weszły obszary dotychczasowych gromad Borecznia Wielka, Dęby Szlacheckie, Dęby Szlacheckie-Kolonia, Maciejewo i Trzebuchów oraz miejscowości Felicjanów (wieś), Osiek Mały (wieś), Osiek Mały-Parcele (parcele) i Osiek Mały-Zielenie (wieś) z dotychczasowej gromady Osiek Mały ze zniesionej gminy Budzisław w tymże powiecie. Dla gromady ustalono 15 członków gromadzkiej rady narodowej.
1 stycznia 1958 do gromady Dęby Szlacheckie włączono miejscowości Edmundów, Smulniki Osieckie i Szatanek z gromady Łuczywno w tymże powiecie.
1 stycznia 1959 do gromady Dęby Szlacheckie włączono miejscowości Lipiny i Szczerkowo z nowo utworzonej gromady Mąkolno w tymże powiecie.
Gromadę zniesiono 1 stycznia 1960 w związku z przeniesieniem siedziby GRN z Dębów Szlacheckich do Osieka Małego i zmianą nazwy jednostki na gromada Osiek Mały.